# Duguay-Trouin (incrociatore 1923)
Il Duguay-Trouin fu un incrociatore leggero della Marine nationale francese, prima unità dell'omonima classe ed entrato in servizio nel novembre 1926.
Attivo durante la seconda guerra mondiale, l'incrociatore servì brevemente in Atlantico e nel Mediterraneo orientale durante i primi mesi di guerra, per poi essere internato ad Alessandria d'Egitto a seguito della resa della Francia nel giugno 1940. L'incrociatore rimase inattivo per quasi tre anni, rientrando in servizio dalla parte degli Alleati nel maggio 1943; la nave partecipò quindi alle operazioni anfibie della campagna d'Italia e degli sbarchi nel sud della Francia fino alla conclusione delle ostilità.
Nel dopoguerra l'incrociatore fu impiegato operativamente durante gli eventi della guerra d'Indocina, per poi essere radiato dal servizio il 19 marzo 1952 e avviato alla demolizione.

## Storia

### Periodo interbellico

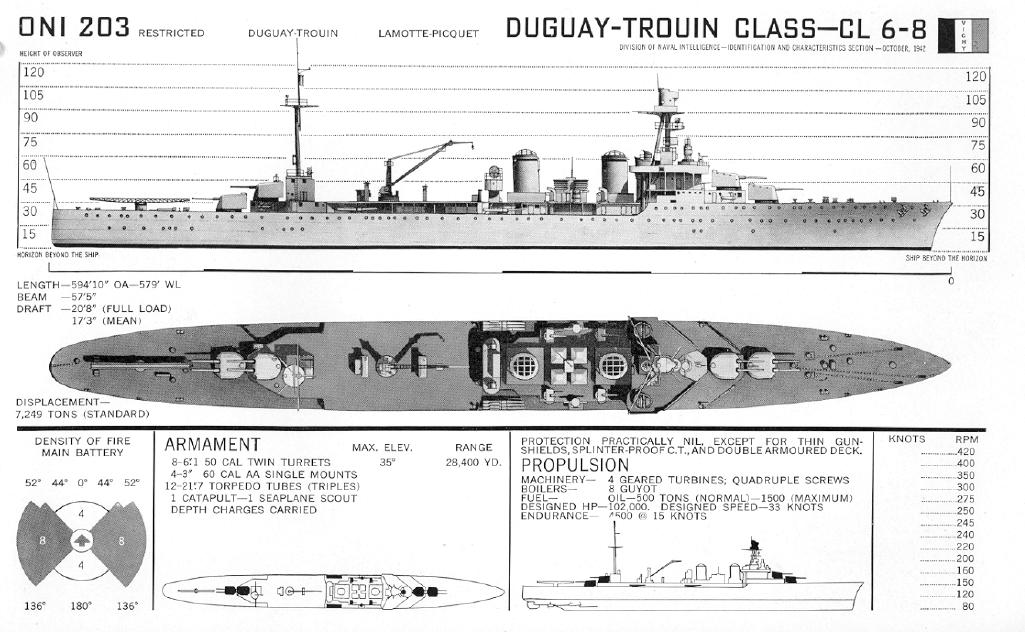
Schema tecnico degli incrociatori classe Duguay-Trouin

Ordinata con la legge navale del 18 aprile 1922, la nave venne impostata il 4 agosto 1922 presso i cantieri dell'arsenale navale di Brest, prima grande unità navale da combattimento a essere costruita in Francia dalla fine della prima guerra mondiale, per poi essere varata il 14 agosto 1923 con il nome di Duguay-Trouin in onore di René Duguay-Trouin, ammiraglio e corsaro francese del XVII-XVIII secolo. La costruzione venne completata il 10 settembre 1926 e la nave entrò ufficialmente in servizio in 2 novembre seguente, anche se nel corso del 1927 fu sottoposta a ulteriori interventi che previdero tra l'altro l'installazione di una catapulta per aerei e delle sistemazioni per l'imbarco di due idrovolanti da ricognizione Besson MB-35.
L'incrociatore fu assegnato in forza alla 3ème Division légère di base a Brest, in coppia con le altre due unità della sua classe (Lamotte-Picquet e Primauguet). Nel corso del periodo interbellico la nave svolse principalmente incarichi di rappresentanza e crociere addestrative: il 25 novembre 1926 il Duguay-Trouin, accompagnato dal Lamotte-Picquet, compì una traversata nell'oceano Atlantico spingendosi a visitare i porti di Dakar, Conakry, Las Palmas de Gran Canaria e Casablanca prima di rientrare a Brest il 24 dicembre; il 28 maggio 1927, invece, il Duguay-Trouin, in coppia con il Lamotte-Picquet e sei tra cacciatorpediniere e torpediniere, scortò il presidente francese Gaston Doumergue a Portsmouth durante una visita di stato nel Regno Unito. Il 3 luglio 1928 l'incrociatore fu presente alla grande parata navale francese organizzata nelle acque davanti a Le Havre alla presenza del presidente Doumergue, per poi essere distaccato nella base di Tolone a partire da agosto, svolgendo quindi manovre di addestramento e visite nei porti della regione del mar Mediterraneo alternate a soste in arsenale per lavori di manutenzione.
All'inizio del 1933 l'incrociatore fu sottoposto a importanti lavori di ammodernamento nell'arsenale di Brest, nel corso dei quali in particolare il suo armamento antiaereo fu potenziato con l'aggiunta di sei complessi binati di mitragliatrici da 13,2 mm; al termine dei lavori, nell'agosto 1933 il Duguay-Trouin divenne la nave di bandiera del vice ammiraglio Drujon, comandante della 2ème Escadre. Alla fine del 1936, l'incrociatore fu ritirato dal servizio di prima linea e trasformato in nave per l'addestramento degli artiglieri, ruolo che mantenne fino al giugno 1939 quando fu rimesso in linea all'interno della 6ème Division de croiseurs.

### La seconda guerra mondiale

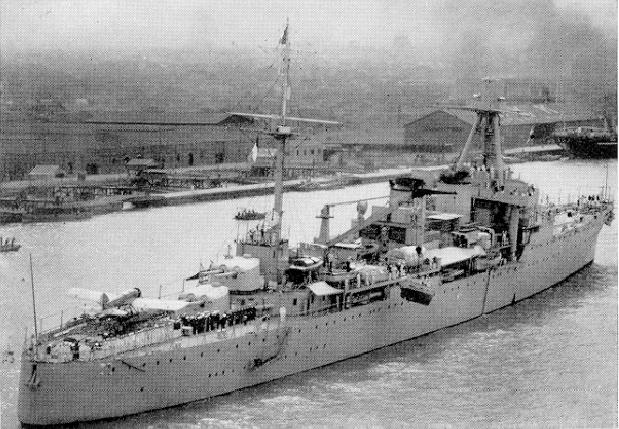
La nave vista di poppa

Dopo la dichiarazione di guerra alla Germania nazista da parte della Francia il 3 settembre 1939, il Duguay-Trouin fu distaccato a Dakar per operare nell'Atlantico centrale a caccia di navi corsare e violatori di blocco tedeschi; il 16 ottobre l'incrociatore intercettò il mercantile tedesco Halle a circa 200 miglia nautiche a sud-ovest di Dakar, ma prima che la nave potesse essere catturata fu autoaffondata dall'equipaggio.
La nave non vide altre operazioni belliche di sorta fino al maggio 1940, quando fu trasferita a Beirut e aggregata alle forze navali francesi del Levante; dopo l'entrata in guerra del Regno d'Italia nel giugno 1940, il Duguay-Trouin fu assegnato alla Force X dell'ammiraglio René-Émile Godfroy di base ad Alessandria d'Egitto, impegnata in operazioni contro gli italiani nelle acque del mar Egeo e lungo a costa orientale della Libia. Il 21 giugno il Duguay-Trouin partecipò al bombardamento di Bardia in Libia insieme alla nave da battaglia Lorraine e all'incrociatore pesante Suffren.
Al momento della stipula dell'armistizio della Francia con Italia e Germania il 22 giugno il Duguay-Trouin, come il resto della Force X, si trovava ad Alessandria: dopo aver impedito alla squadra di lasciare il porto, il 3 luglio i britannici ne negoziarono un pacifico internamento ottenendo lo sbarco di combustibile e otturatori dei cannoni in cambio della promessa di lasciare le navi sotto il pieno controllo dei francesi; l'incrociatore trascorse i successi tre anni alla fonda ad Alessandria. L'ammiraglio Godfroy si attenne scrupolosamente alle norme d'internamento e rifiutò qualunque collaborazione con i britannici o richiesta di adesione alla "Francia libera"; solo nel maggio 1943, dopo la completa sconfitta delle forze dell'Asse in Nordafrica, l'ammiraglio acconsentì a riunire la sua squadra al resto della flotta francese schierata con gli Alleati, decidendo di trasferire le sue unità a Dakar. Il Duguay-Trouin salpò da Alessandria il 22 giugno in coppia con l'incrociatore Suffren, raggiungendo infine Dakar il 3 settembre seguente dopo aver compiuto il periplo dell'Africa.

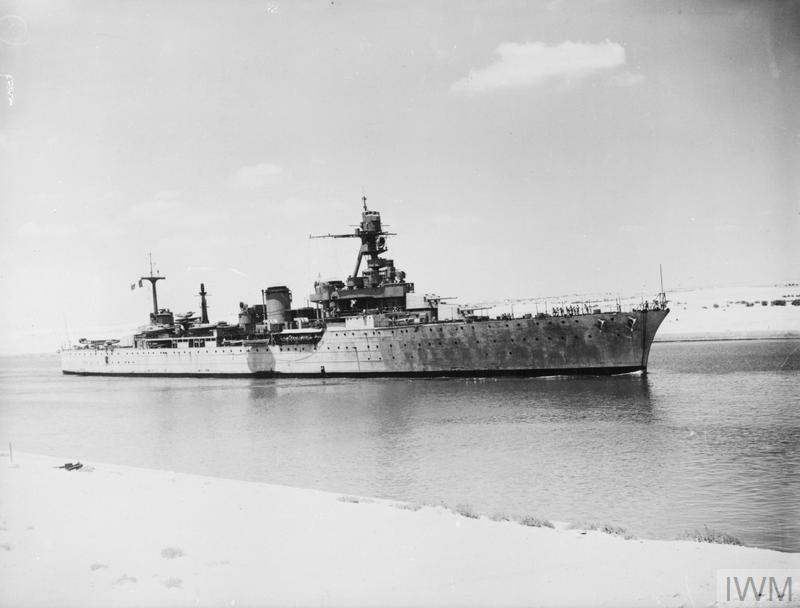
Il Duguay-Trouin transita per il canale di Suez nel giugno 1943, dopo aver cessato il lungo periodo d'internamento ad Alessandria

Benché richiesto dai francesi, l'ammodernamento dell'incrociatore presso i cantieri navali degli Stati Uniti d'America fu rifiutato in ragione dell'ormai conclamata obsolescenza dell'unità; ad ogni modo, il Duguay-Trouin subì alcuni lavori nei porti dell'Africa francese: nell'ottobre 1943 furono sbarcati le dotazioni aeronautiche e i tubi lanciasiluri imbarcando all'opposto ulteriori pezzi antiaerei (quindici mitragliere da 20 mm e tre impianti binati da 13,2 mm), mentre nel gennaio 1944 tutto l'armamento antiaereo fu ribasato su sei cannoni da 40 mm e venti mitragliere da 20 mm con l'aggiunta di un impianto radar SF-1.
Rientrato in servizio all'inizio del 1944, il Duguay-Trouin fu impegnato prevalentemente come unità da trasporto truppe veloce, in particolare durante il trasferimento in Italia del Corps expéditionnaire français en Italie, ma fornì anche appoggio di artiglieria ai reparti a terra nel corso dello sbarco di Anzio. Il 15 agosto 1944 il Duguay-Trouin fece parte delle forze navali francesi impegnate nell'ambito dell'operazione Dragoon, lo sbarco degli Alleati nel sud della Francia, fornendo appoggio di fuoco ai reparti sbarcati; in seguito, continuò a operare lungo la Costa Azzurra e nel Mar Ligure in appoggio alle truppe di terra, fino alla conclusione delle ostilità nel Mediterraneo alla fine dell'aprile 1945.

### Periodo successivo
Nel maggio 1945 il Duguay-Trouin fu inviato in Algeria durante un periodo di violenti disordini anti-coloniali da parte delle popolazioni locali, disordini sfociati in una violenta repressione da parte delle truppe francesi; come rappresaglia per il massacro di alcuni coloni francesi, l'incrociatore bombardò con i suoi grosso calibri la città di Kherrata. In seguito, nel 1947 l'incrociatore fu inviato in Estremo oriente per operare come nave ammiraglia del locale squadrone navale francese, impegnato in appoggio ai reparti a terra nel corso della sanguinosa guerra d'Indocina contro i guerriglieri indipendentisti del Viet Minh.
La nave rientrò in patria nel 1951, per poi essere ufficialmente radiata il 19 marzo 1952 al termine di una carriera durata più di 25 anni, una delle più elevate tra le navi della sua epoca. La nave fu quindi avviata alla demolizione a partire dal 29 marzo 1952.